# Escargot

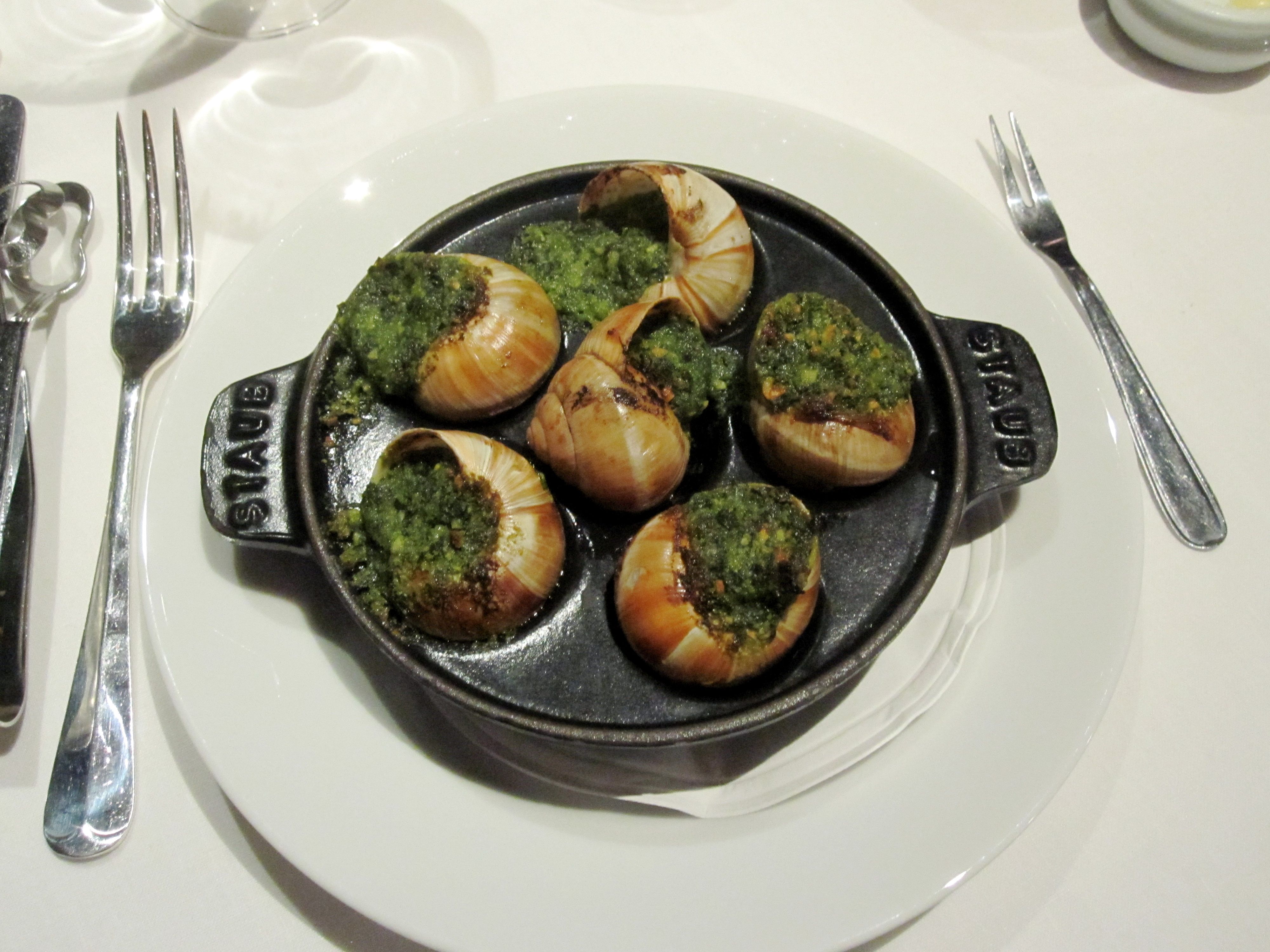
Escargots à la bourguignonne

Escargot (Frans voor slak) is gekookte land- of zeeslak, een specialiteit uit de Franse keuken dat in de loop van de tijd in Nederland en België een exclusieve lekkernij geworden is.
Escargot wordt in de geïndustrialiseerde landen wel als voedsel van de toekomst beschouwd en als superfood vermarkt. Terwijl in Europa escargot als een delicatesse beschouwd wordt, geldt het in armere landen als poor man's meat (vlees voor de armen), omdat het een goedkope alternatieve bron van proteïnen is.

## Geschiedenis
Uit archeologische opgravingen is gebleken dat de slak al in de prehistorie als voedsel diende voor de mens. Het was toen een eenvoudige en rijke bron van proteïnen en vitaminen die verorberd werd na op het vuur gegrild te zijn.
In het Oude Rome werden escargots gezien als voedsel voor de elite. Plinius de Oudere beschrijft in Naturalis Historia hoe slakken gedurende de laatste dagen voor het koken op smaak gebracht werden door ze met wijn en brood te voeren. Marcus Gavius Apicius schreef in zijn kookboek een recept waarin de slakken enkele dagen in een urn met melk opgesloten werden, totdat ze zo gezwollen waren dat ze zich niet meer in hun huisje konden terugtrekken. Deze slakken werden dan met sausjes en kruiden voor consumptie geroosterd.
In de elfde eeuw werd de slak door paus Gregorius VII bestempeld als mager vlees, en was het daarmee van de lijst van verboden voedsel gedurende het vasten. Dit gaf de katholieke monniken de kans om tijdens het vasten de benodigde proteïnen binnen te krijgen en hun zware arbeid in de wijngaarden ononderbroken voort te zetten. Met dit decreet zou escargot eeuwenlang populair voedsel voor volk en elite worden in Frankrijk. Zo stond het in het begin van de zestiende eeuw nog altijd op het menu van onder meer koning Frans I en zijn opvolger Hendrik II. In dezelfde eeuw namen zeevaarders vanuit Charente, Frankrijk, slakken in vaten mee als goed houdbaar voedsel op hun lange zeereizen. Het zou ook op deze manier zijn dat de segrijnslak uiteindelijk in Noord-Amerika geïntroduceerd werd.

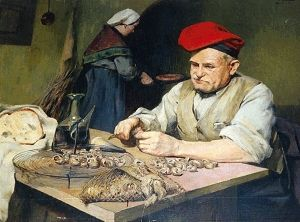
In de 18e eeuw werd escargot toch vooral op het platteland gegeten: hier wordt de typisch Catalaanse cargolade bereid.

Daarna zakte de populariteit van escargot en werd het uiteindelijk slechts op een enkele uitzondering na vooral op het Zuid-Europese platteland gegeten. Escargot was zo goed als van de tafel van de gegoede kringen verdwenen, toen de Franse politicus en fijnproever Talleyrand het in 1814 herintroduceerde door zijn chef Antonin Carème te instrueren escargot op het menu te zetten voor een diner met tsaar Alexander I van Rusland. Deze chef bedacht hiervoor een recept dat geïnspireerd was op die van een priester uit zijn regio. Het recept werd een doorslaand succes: escargot groeide in de loop van de negentiende eeuw meer en meer in aanzien, en werd zelfs een symbool voor de Franse gastronomie. Het succesvolle recept is onder de naam van escargot à la bourguignonne nog altijd een van de beroemdste escargot recepten.
In de twintigste eeuw werd escargot nadrukkelijk met de Franse keuken geassocieerd, en Frankrijk is inderdaad met een jaarlijkse consumptie van een dikke zes kilogram per hoofd 's werelds nummer één consument van slakken. Echter, het is niet het enige land waar traditioneel veel escargot gegeten wordt. Alle Europese mediterrane landen, met name Italië, Spanje, en Griekenland, hebben een diepgewortelde traditie met escargot.
Ook in landen aan de zuidelijke kant van de middellandse zee, vooral in Marokko en Tunesië, wordt escargot gegeten.
Sinds het einde van de twintigste eeuw maakt escargot wereldwijd een opmars.

## Gebruikte slakkensoorten

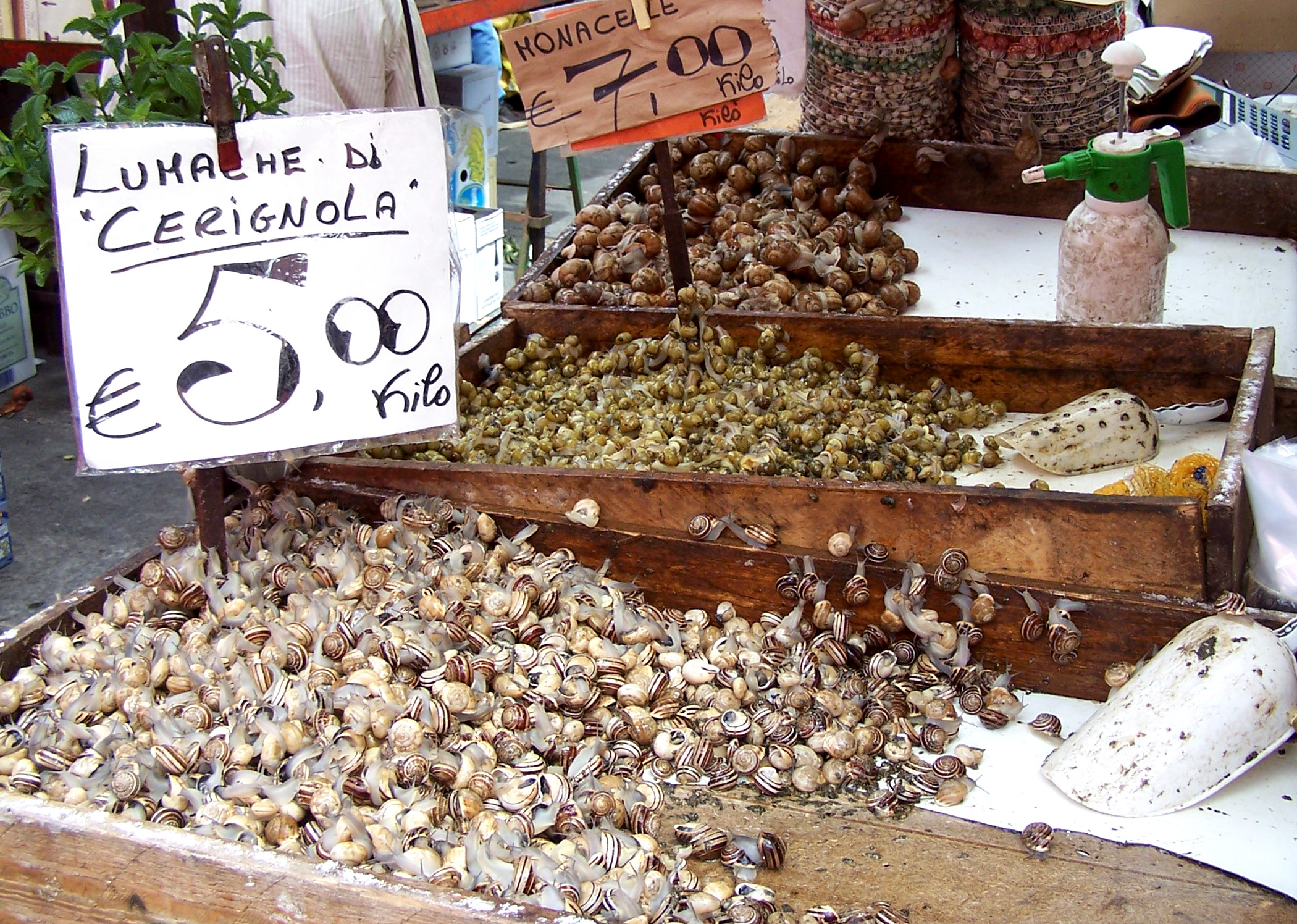
Een marktkraam met slakken in Italië. Van voor naar achteren: Eobania vermiculata, Cantareus apertus, en vermoedelijk Wijngaardslak.

Op voorwaarde dat ze op de juiste manier bereid worden, zijn alle slakken eetbaar, en er zijn vele slakkensoorten die als delicatesse gezien worden. Velen hiervan vallen onder de familie van tuinslakken. De meeste soorten zijn echter commercieel niet interessant, maar worden door individuen in de natuur verzameld en thuis gegeten.
Er zijn slechts een twintigtal soorten die commercieel interessant zijn voor oogst uit de natuur. Dit geldt met name voor de Turkse slak (ingevoerd uit de Balkan en Turkije), en de wijngaardslak, die in Frankrijk zeer populair is op de menukaart. Er is een periode geweest waarin men probeerde wijngaardslakken te kweken, in landen als Italië, Servië, Bosnië, Montenegro, Roemenië, Bulgarije, Noord-Macedonië en Kroatië, maar dat bleek commercieel niet haalbaar. Heden worden wijngaardslakken uit de natuur geraapt en hooguit in deze zogenaamde kwekerijen opgeslagen in afwachting van hun export.
Hoewel dus de meeste slakken ook gehouden en gekweekt kunnen worden, is alleen de Segrijnslak (petit-gris en gros-gris) voor de kweek commercieel haalbaar. De exotische Afrikaanse reuzenslak is ook commercieel geschikt voor de kweek, en het vlees wordt vaak als escargot verkocht. Het is een goedkoop alternatief, maar omdat deze slak niet tot het geslacht Helix behoort, is de kwaliteit structureel anders, en is het in Frankrijk zelfs verboden de Afrikaanse reuzenslak als 'escargot' te verhandelen.
In België worden vaak zogenaamde escargots aangeboden in kraampjes. Het gaat hier echter niet altijd om escargots, maar om wulken of alikruik, dit zijn zeeslakken.

## Bereiding en varianten van escargot
Het bereidingsproces van escargot is relatief lang en arbeidsintensief. Het begint met de reiniging van de levende diertjes, ten minste een week voor de feitelijke bereiding: slakken zijn pas geschikt voor consumptie als de darmkanalen schoon zijn en geen zandkorrels of andere ongewenste inhoud meer bevatten. Dit kan bijvoorbeeld door het voeren van meel, dat de lediging van het darmkanaal stimuleert, waarna ze enkele dagen geen voer meer krijgen. Als de slakken helemaal leeg zijn, trekken ze zich terug, sluiten ze hun huisje af en zijn ze geschikt voor het koken.

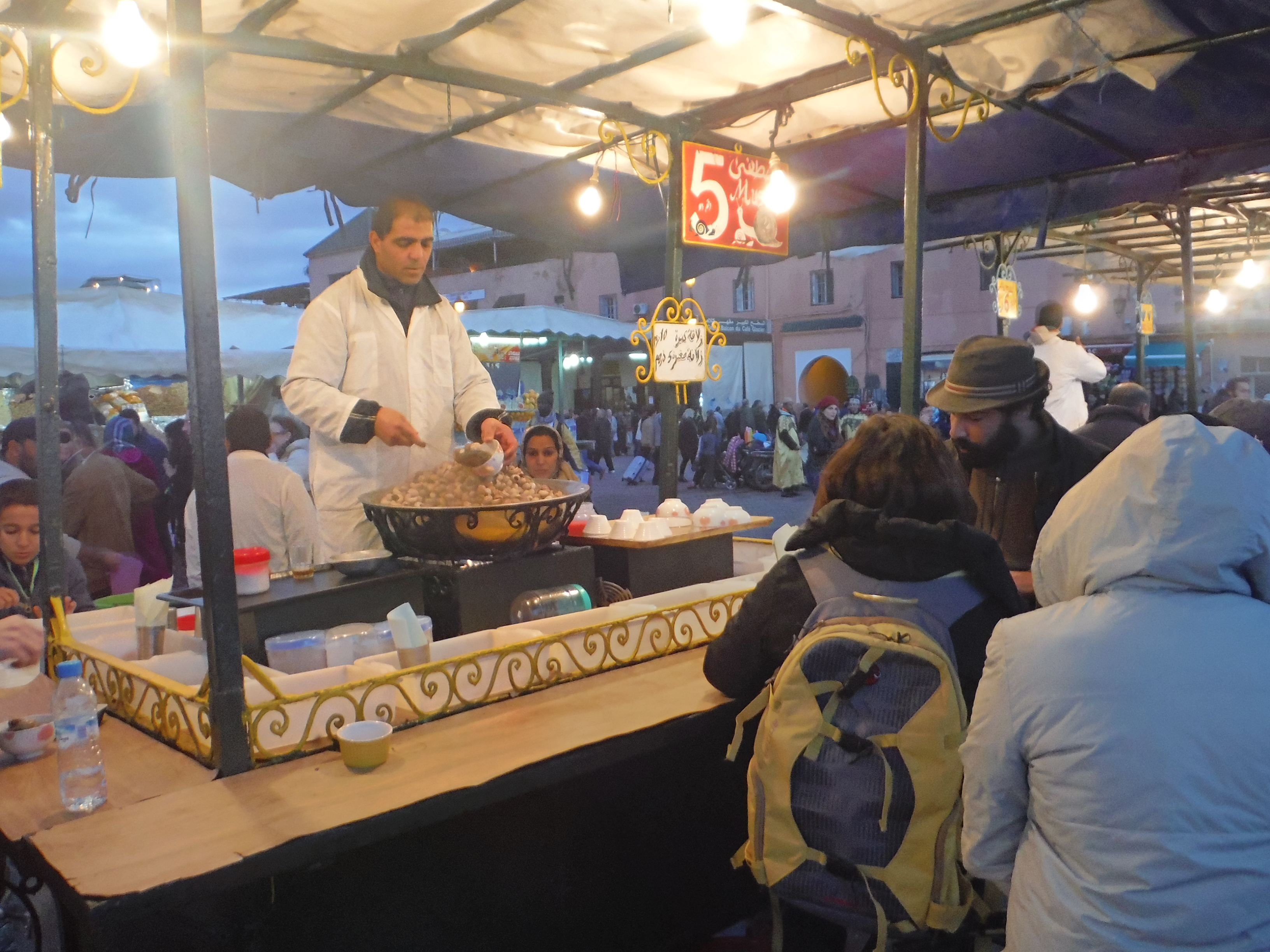
Typische tafereel van slakkenstalletjes op de Djemaa el Fna, te Marrakech

Kleine slakken kunnen na één kook direct geconsumeerd worden. Het vlees wordt dan tijdens het eten uit het huisje gehaald. In Italië zijn er gekruide spaghetti-recepten met slakjes erin. In Spanje en Marokko worden slakken met hun huisje in kruidige soepen gekookt.
Grotere slakken worden in twee stappen gekookt. De eerste stap, de zogenaamde primaire bewerking, wordt vaak door de industrie gedaan, zoals het gedaan wordt voor vlees, gevogelte en vis: levende dieren worden geslacht en gereinigd (met name verwijdering van ingewanden en schoonmaak van de huisjes) en klaargemaakt voor de tweede kook, dat in landen waar het traditioneel veel gegeten wordt, vaak door de consument zelf gedaan wordt.
Er zijn wereldwijd vele honderden recepten voor escargot, vaak voortgekomen uit regionale tradities, maar ook ontwikkeld door chefs.

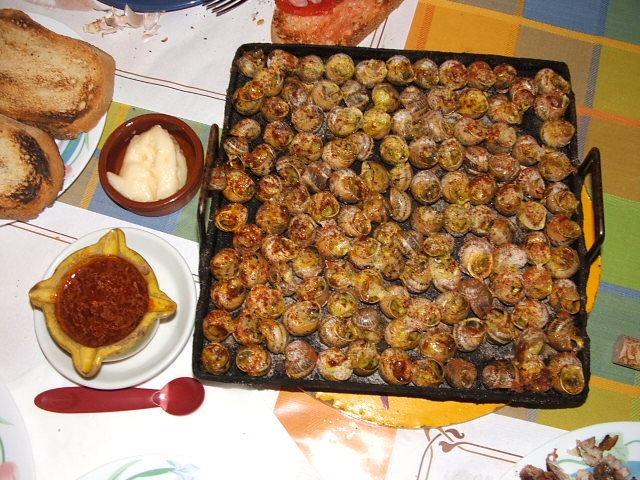
Escargots a la llauna, een traditioneel grillgerecht in Lleida, Spanje.

In het Europese middellandse zeegebied (met name Frankrijk, Spanje, Italië) wordt escargot traditioneel veel en in vele vormen gegeten.

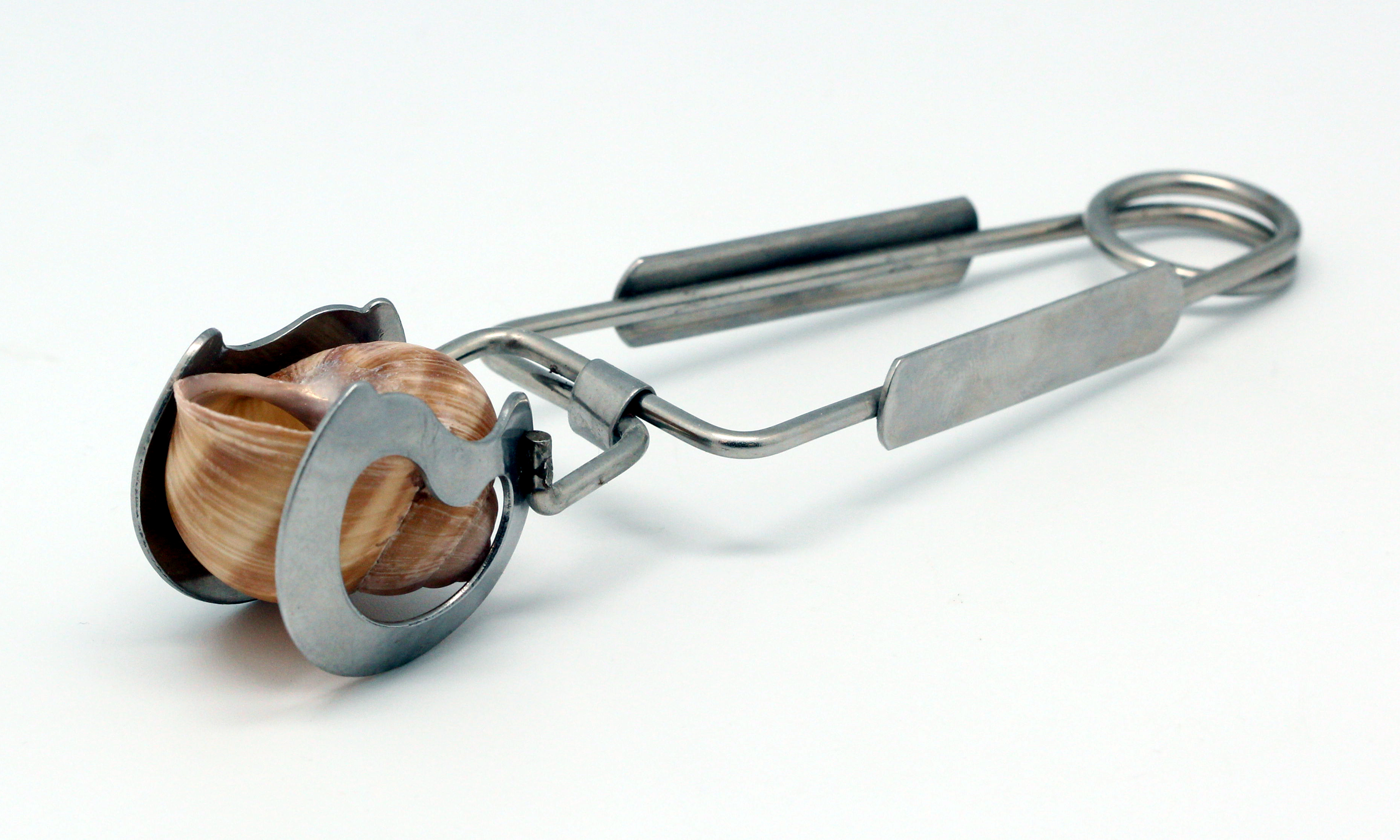
Een slakkentang

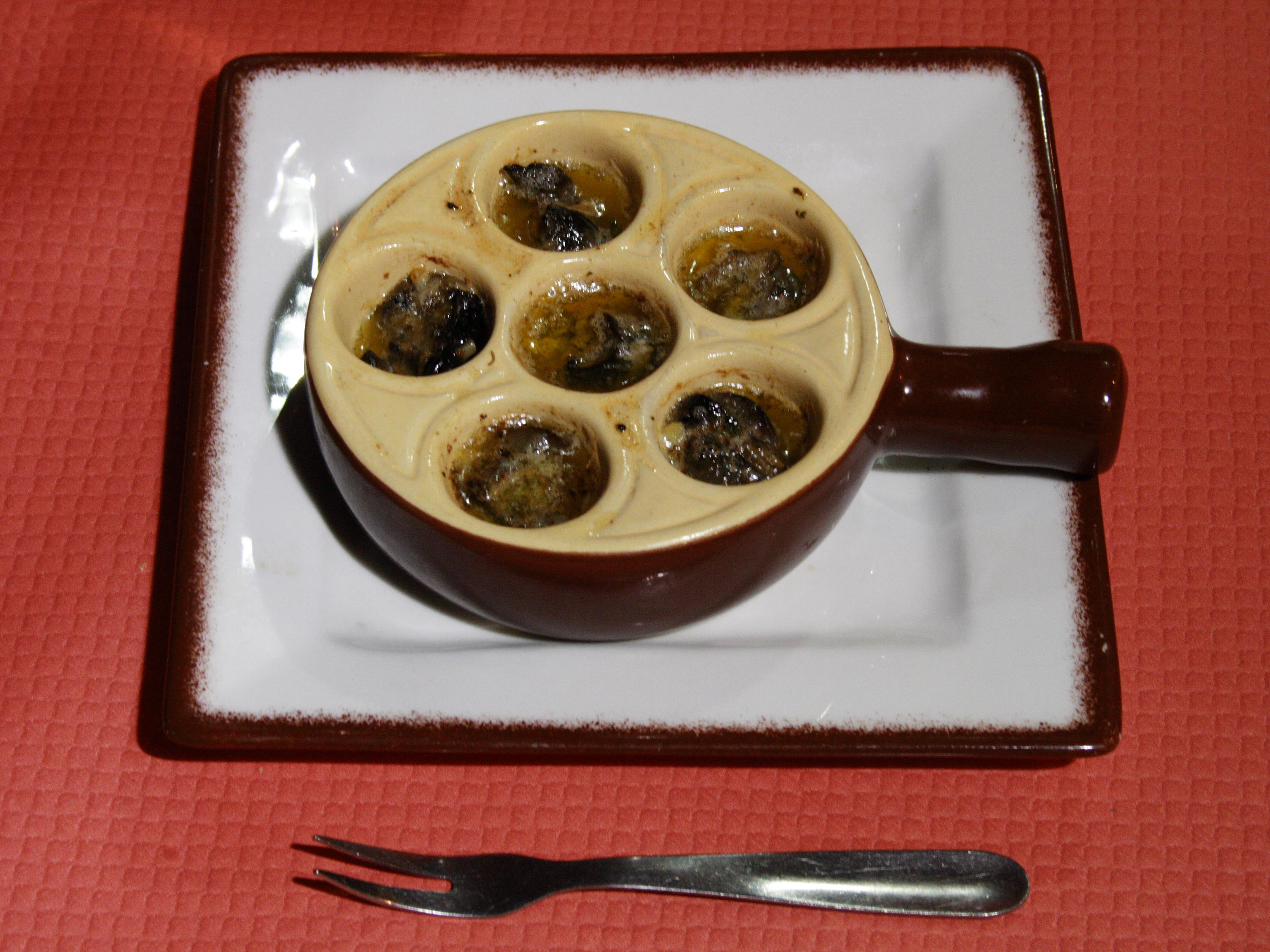
Aardewerk bord met half dozijn kuiltjes, waarin het slakkenvlees zonder huisje is geserveerd.

De bekendste vorm van escargot in Nederland is de zogenaamde escargot à la Bourguignonne, in knoflook en peterseliesaus, waarbij het vlees in de slakkenhuisjes geserveerd wordt in een bord met kuiltjes. Escargot wordt dan gegeten door met een typische 'slakkentang' een huisje klem te houden en met een smalle vork het vlees uit het huisje te halen.
In Nederland is dit gerecht meestal slechts een voorgerecht, en wordt het in het algemeen gegeten met (stok)brood. Vaak zijn allerlei kruiden toegevoegd, waarbij een kruidenboter van knoflook en peterselie het meest gebruikt wordt. Dit wordt in de opening van het huisje gesmeerd. De slakken worden met de opening van het huisje naar boven op een bakplaat gelegd en moeten dan enkele minuten worden verhit. De slak wordt zodoende als het ware in het eigen huisje gefrituurd.
Slakkenkaviaar, de eitjes van de slak, is een delicatesse, en wordt apart verhandeld. Zowel escargot en kaviaar worden sinds de klassieke oudheid als afrodisiaca beschouwd, maar er is vooralsnog geen wetenschappelijk bewijs voor zulk effect. Ook slakkenlevertjes (dat is feitelijk de hepatopancreas van de segrijnslak) brengen enkele kwekers als aparte delicatesse op de markt.
Een oeroude traditie welke nog veelvuldig voorkomt, is de slakken levend te grillen op het vuur ("a la Catalane"), of ze en masse op een grote vuur te stoven. Deze vormen worden nog veel teruggezien op festivals in de Franse en Spaanse Catalaanse regio's.

## Voedingswaarde van escargot
Als het om gezondheid en voedingswaarde gaat, is escargot een groot concurrent voor vlees, gevogelte en vis. Puur escargot zonder toevoegingen bevat veel proteïnen, mineralen, vitamines, enige omega 3-vetzuren en weinig vetten.
| Vergelijking voedingswaarden van slakkenvlees met andere producten |                       |                       |                       |                       |                       |                       |                       |                                     |
|                                                                    | Product               | Rund                  | Kip                   | Ei                    | Schol                 | Helix slak            | Afrikaanse reuzenslak | Dagelijkse behoefte van een persoon |
| Voedingselement                                                    | Gewichtsprocenten (%) | Gewichtsprocenten (%) | Gewichtsprocenten (%) | Gewichtsprocenten (%) | Gewichtsprocenten (%) | Gewichtsprocenten (%) |                       | Dagelijkse behoefte van een persoon |
| Water                                                              | ..                    | 62,8                  | 68,7                  | 73,9                  | 81,5                  | 84,9                  | 77,0                  |                                     |
| Koolhydraten                                                       | Total                 | 0                     |                       |                       | 0                     | 2,0                   | 0,01                  |                                     |
| Koolhydraten                                                       | Vezels                | 0                     |                       |                       | 0                     | 0                     | 1,7                   |                                     |
| Koolhydraten                                                       | Suikers               | 0                     |                       |                       | 0                     | 0                     | 0                     |                                     |
| Proteïnen                                                          | ..                    | 18,8                  | 14,0                  | 13,0                  | 15,9                  | 16,0                  | 21,0                  | 0,8 gram/kg lichaamsgewicht         |
| Vetten                                                             | Totaal                | 15,4                  | 29,0                  | 11,1                  | 1,0                   | 1,7                   | 1,3                   |                                     |
| Vetten                                                             | Verzadigd             | 0,9                   |                       |                       |                       |                       |                       |                                     |
| Vetten                                                             | Mono-onverz.          | 1,2                   |                       |                       |                       |                       |                       |                                     |
| Vetten                                                             | Poly-onverz.          | 0,1                   |                       |                       |                       |                       |                       |                                     |
| Mineralen                                                          | Calcium (Ca)          | 0,70                  |                       |                       | 1,85                  | 1,00                  | 21-30                 | 100 gram                            |
| Mineralen                                                          | IJzer (Fe)            | 0,04                  |                       |                       | 0,04                  | 0,35                  | 0,9                   | 1,84 gram                           |
| Mineralen                                                          | Magnesium (Mg)        | 0,59                  |                       |                       | 3,15                  | 25,0                  | 4,6                   | 40,32 gram                          |
| Mineralen                                                          | Fosfor (P)            | 5,29                  |                       |                       | 18,40                 | 27,20                 | 12,3                  | 100,74 gram                         |
| Mineralen                                                          | Kalium (K)            | 8,88                  |                       |                       | 36,10                 | 38,20                 | 19,5                  | 347,27 gram                         |
| Mineralen                                                          | Natrium (N)           | 1,46                  |                       |                       | 8,15                  | 7,0                   | 55                    | 233,33 gram                         |
| Mineralen                                                          | Zink (Zn)             | 0,1                   |                       |                       | 0,1                   | 0,1                   | 0,16                  | 1,43 gram                           |
| Mineralen                                                          | Koper (Cu)            | 0                     |                       |                       | 0                     | 0,04                  | ?                     | 0,20 gram                           |
| Mineralen                                                          | Mangaan (Mn)          | 0                     |                       |                       | 0                     | ?                     | 0,04                  |                                     |
| Mineralen                                                          | Zwavel (S)            |                       |                       |                       |                       |                       | 0,19                  |                                     |
| Mineralen                                                          | Seleen (Se)           | 0,65                  |                       |                       | 3,32                  | 0,27                  | ?                     | 0,70 gram                           |
| Vetzuren                                                           | Omega 3               | 1,5                   | 34,0                  |                       | 25,3                  | 21,8                  |                       | 30 gram                             |
| Vetzuren                                                           | Omega 6               | 8,5                   | 558,1                 |                       | 0,9                   | 1,7                   |                       |                                     |
| Cholesterol                                                        | ..                    | 1,8                   | 7,9                   |                       | 4,8                   | 5,0                   |                       | 30,4 gram                           |
| As                                                                 | ..                    | 0,3                   |                       |                       |                       | 1,3                   | 1,4                   |                                     |
| Kilocalorieën                                                      | (#/100 g)             | 214                   | 175                   | 156                   | 82                    | 67                    |                       | 2000 Kcal                           |

Afhankelijk van het gerecht waarin escargot verwerkt wordt, kunnen de positieve aspecten deels teniet gedaan door de bereidingswijze (bijvoorbeeld overmatig koken) en andere toegevoegde ingrediënten (bijvoorbeeld boter).
Slakkenvlees blijkt ook een positief effect te hebben op de levensverwachting van de mens. Uit vergelijkend onderzoek waarin mensen die veel slakken op hun dieet hebben vergeleken werden met mensen die geen slakken eten, bleek dat op Kreta twintig keer minder sterfgevallen in verband met hart- en vaatziekten waren dan in de VS. Een van de verklaringen is dat Kretenzers grote hoeveelheden - veelal zelf in de natuur verzamelde - slakken eten. Analyses wijzen uit dat deze slakken anders zijn dan andere: ze zijn rijk aan een vetzuur afkomstig van de natuurlijke kruiden die ze eten. De bekendste hiervan is postelein. In feite gaat het om alfalinoleenzuur, dat een beschermend effect heeft tegen hart- en vaatziekten. Voorts voorkomt alfalinoleenzuur ventrikelfibrilleren en vermindert het de aggregatie van bloedplaatjes.

## Galerij

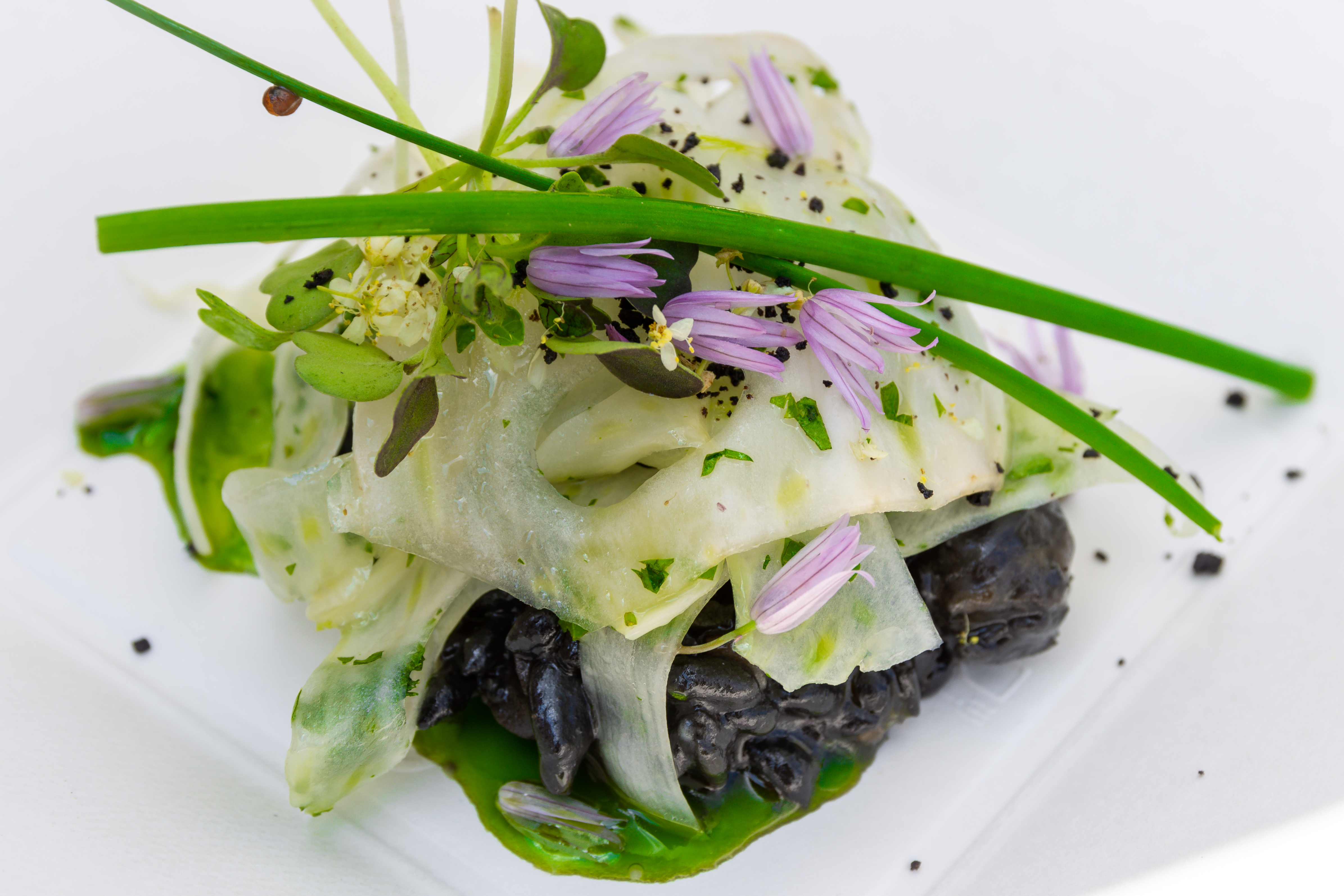
Csipetke, de winnende inzending van het Hongaarse Gourmet Festival 2018
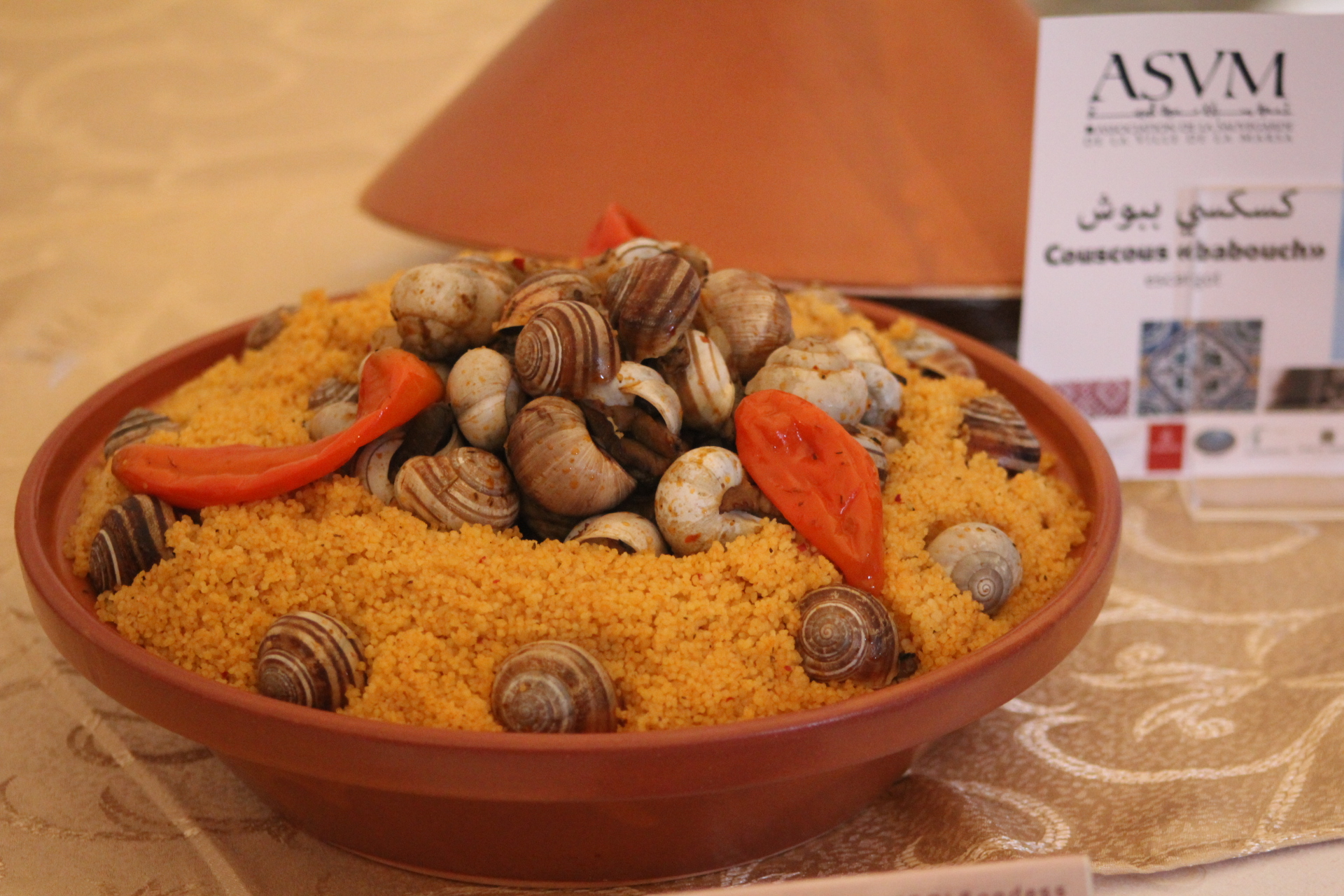
Tunesische couscous met escargot
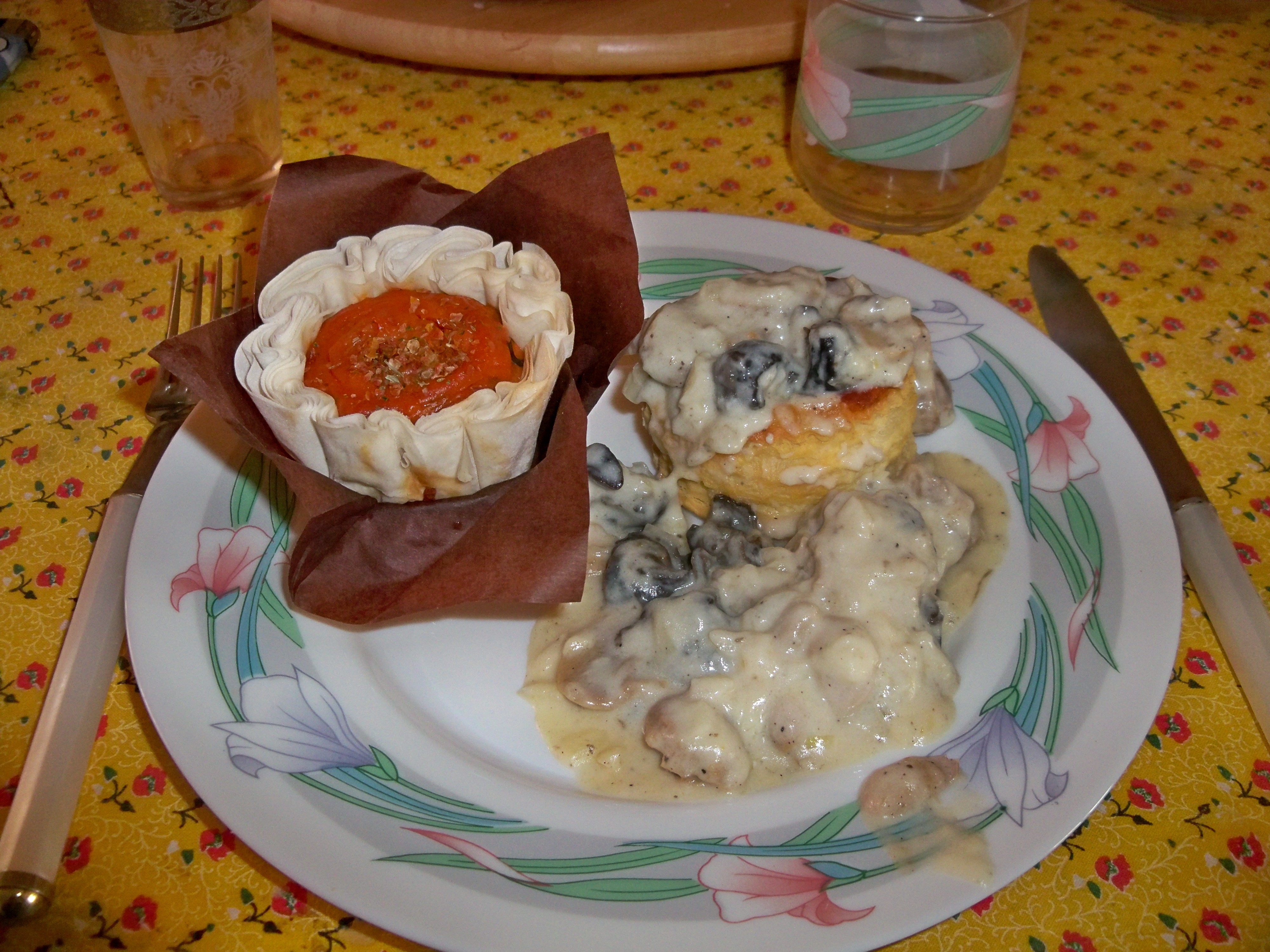
Escargot in Riesling saus
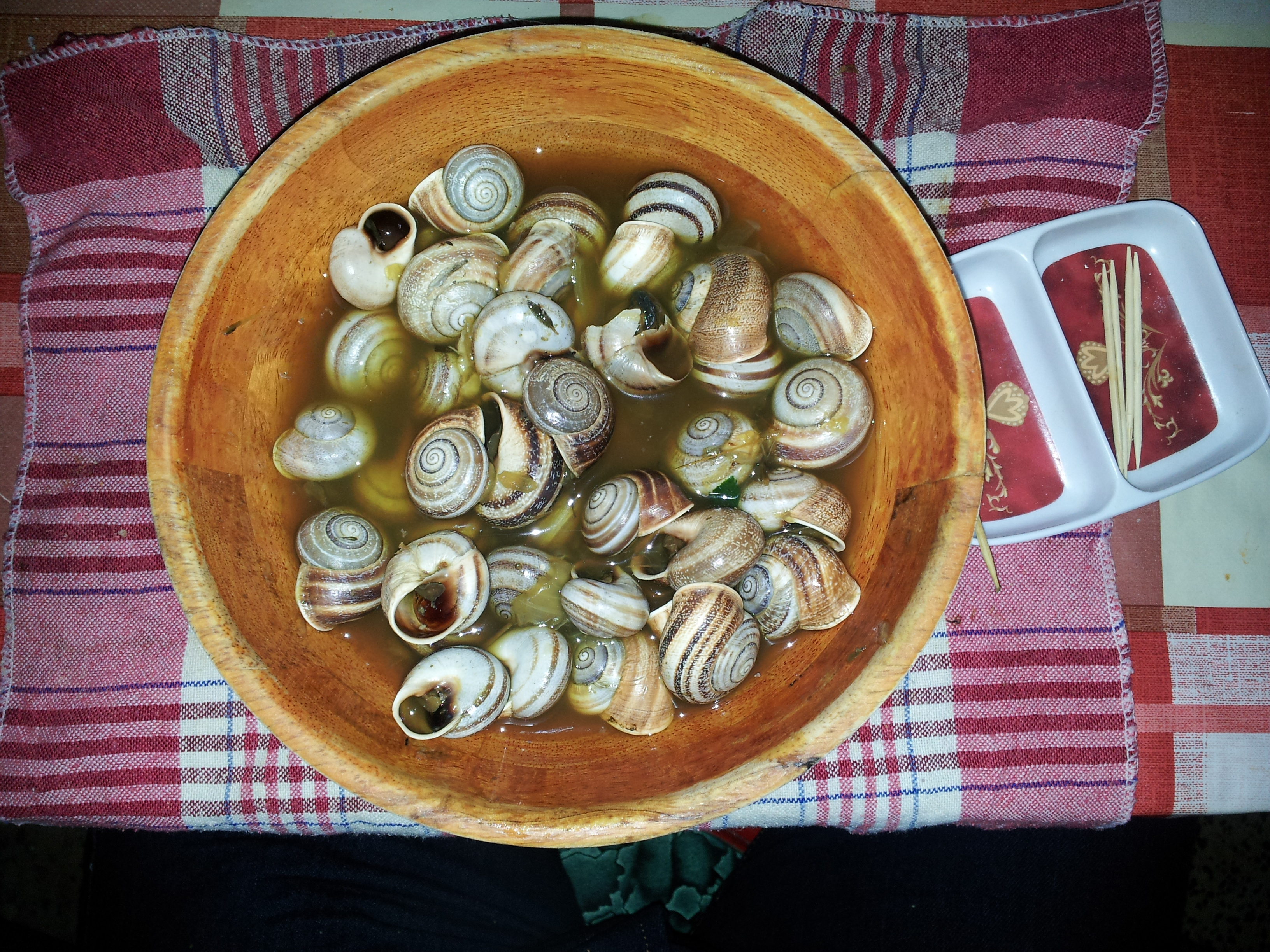
Algerijnse escargotsoep
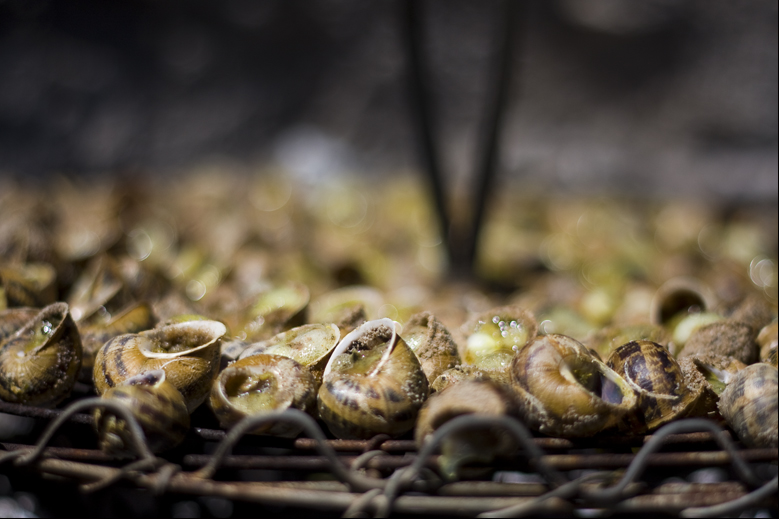
Cargolade
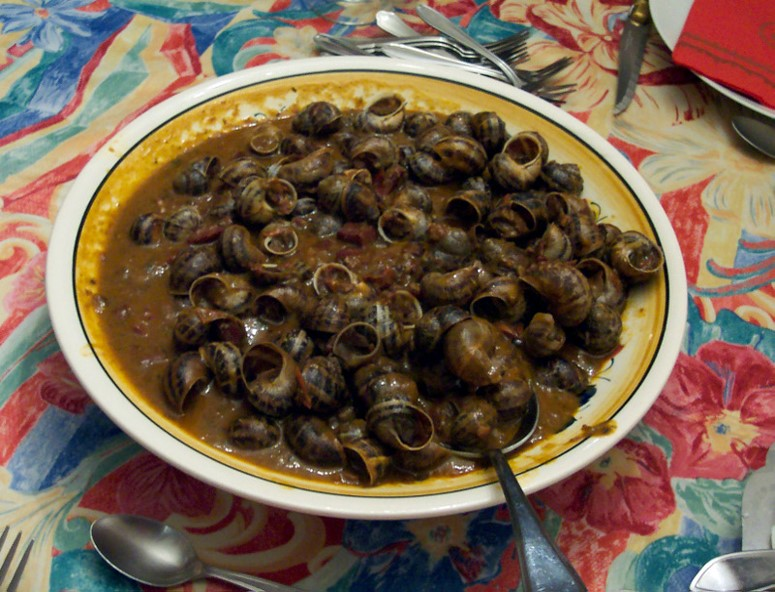
Cagouilles à la charentaise
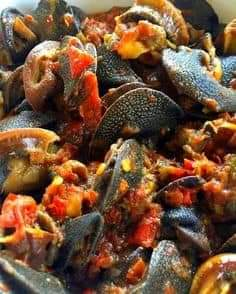
Stoofpot met Afrikaanse reuzenslakken